# 夏尔·吕西安·波拿巴
夏尔·吕西安·儒勒·劳伦·波拿巴，第二代卡尼诺和穆西格纳诺亲王（法語：Charles Lucien (Carlo) Jules Laurent Bonaparte, 2nd Prince of Canino and Musignano，1803年5月24日—1857年7月29日）是一位法国博物学家和鸟类学家。他是吕西安·波拿巴和Alexandrine de Bleschamp的儿子，也是拿破仑一世的侄子。
波拿巴在意大利长大，而在1822年6月29日与他的堂姐塞奈达·莱提西娅·朱莉·波拿巴成婚后，他们旅居美国。在离开意大利前他发现了莺科中的新物种须苇莺（Acrocephalus melanopogon），在航海中他收集到新物种黄蹼洋海燕（Oceanites oceanicus）的标本。一到美国他就写了关于这种鸟的一篇论文，并以亚历山大·威尔逊（Alexander Wilson）的名字命名。
之后波拿巴开始更新威尔逊的《American Ornithology》，修订版在1825年和1833年间发行。在1824年他设法使费城自然科学协会接收当时并不知名的约翰·詹姆斯·奥杜邦，但是这遭到鸟类学家乔治·沃德（George Ord）的反对。
在1826年底波拿巴举家回到欧洲。他访问了德意志，遇到了菲利浦·雅格布·克莱茨迈（Philipp Jakob Cretzschmar）。访问英格兰时，在大英博物馆遇到了约翰·爱德华·格雷，并再次结识奥杜邦。在1828年他全家迁往罗马。在1832年和1841年间波拿巴发表了他关于意大利动物的作品《Iconografia della Fauna Italica》。
在1849年他被选入罗马议会，参与创建了罗马共和国。按照Jasper Ridley所说，当议会第一次召开时：“当維泰博人卡洛·波拿巴被点到名时，他这样回应：‘共和国万岁！’（Viva la Repubblica!）”他参加了保卫罗马的战争，对抗由其堂弟路易-拿破仑·波拿巴派遣的4万法军。在1849年7月共和军被打败后，他离开罗马，然后去了马赛，但是路易-拿破仑·波拿巴命令他离开。
後来他旅居英格兰，出席了伯明翰英国科学促进会的会议，之后他访问了居住在苏格兰南部的威廉·查顿。他后来准备系统分类世界上的所有鸟类，访问了全欧洲的博物馆去研究其中的藏品。在这段时间中他被允许返回法国，将巴黎作为他度过余生的地点。在他去世之前，他发表了《Conspectus Generum Avium》的第一卷，而第二卷是由赫尔曼·施勒格尔（Hermann Schlegel）校订的。

## 所命名的分類
（列表可能不完整）
- 49个夏尔·吕西安·波拿巴命名的生物分类

### 书籍
- （英文）Charles-Lucian Bonaparte《American Ornithology》又名《The Natural History of Birds Inhabiting the United States...》，共4册，原发布於1825年－1833年间，费城。[]

| 夏尔·吕西安·波拿巴 波拿巴家族出生于：1803年5月24日逝世於：1857年7月29日 | 夏尔·吕西安·波拿巴 波拿巴家族出生于：1803年5月24日逝世於：1857年7月29日 | 夏尔·吕西安·波拿巴 波拿巴家族出生于：1803年5月24日逝世於：1857年7月29日 |
| 貴族爵位和頭銜                                                          | 貴族爵位和頭銜                                                          | 貴族爵位和頭銜                                                          |
| ----------------------------------------------------------------------- | ----------------------------------------------------------------------- | ----------------------------------------------------------------------- |
| 前任者： 吕西安一世                                                     | 卡尼诺和穆西格纳诺亲王 1840年－1857年                                   | 繼任者： 约瑟夫                                                         |